# Тявкин, Николай Николаевич
Николай Николаевич Тявкин (17.09.1916—17.10.1944) — лейтенант Рабоче-крестьянской Красной Армии, участник Великой Отечественной войны, Герой Советского Союза (1945).

## Биография
Николай Тявкин родился 17 сентября 1916 года в деревне Пищалово (ныне — Сухиничский район Калужской области). После окончания семи классов школы проживал и работал в Московской области. В 1937 году Тявкин был призван на службу в Рабоче-крестьянскую Красную Армию. С сентября 1941 года — на фронтах Великой Отечественной войны. В 1942 году Тявкин окончил Камышинское пехотное училище.
К сентябрю 1944 года лейтенант Николай Тявкин командовал взводом 895-го стрелкового полка 193-й стрелковой дивизии 65-й армии 1-го Белорусского фронта. Отличился во время освобождения Польши. 3 сентября 1944 года взвод Тявкина прорвал немецкую оборону в районе населённого пункта Гзово к северу от Сероцка и два дня спустя форсировал Нарев, захватив плацдарм и отразив несколько немецких контратак. 17 октября 1944 года Тявкин погиб в бою. Похоронен в польском городе Вышкув.
Указом Президиума Верховного Совета СССР от 24 марта 1945 года лейтенант Николай Тявкин посмертно был удостоен высокого звания Героя Советского Союза. Также был награждён орденами Ленина, Отечественной войны 1-й степени и Красной Звезды.
В честь Тявкина названа улица в Сухиничах.